# Groveland (Floryda)
Groveland – miasto w Stanach Zjednoczonych, w stanie Floryda, w hrabstwie Lake.

## Demografia
W roku 2010 miasto zamieszkiwało 8729 osób, a gęstość zaludnienia wynosiła ponad 1119 osób/km². W roku 2023 liczba mieszkańców wzrosła do 23 628 osób, a gęstość zaludnienia przekroczyła 3029 osób/km². Na przestrzeni zaledwie 13 lat zaludnienie Groveland zwiększyło się 2,7-krotnie.